# Paleophaedon
Paleophaedon là một chi chrysomeline tuyệt chủng được phát hiện ở Ukraina vào cuối Thế Eocen.